# Kazakovo (oblast de Nijni Novgorod)
Kazakovo (en russe : Казако́во) est un village de Russie situé dans le raïon (arrondissement) de Vatcha de l'oblast de Nijni Novgorod, siège administratif du conseil rural de Kazakovo. Autrefois Kazakovo était un village de volost dans l'ouïezd de Mourom du gouvernement de Vladimir.

## Géographie
Le village se trouve à 4 km au sud du chef-lieu d'arrondissement (raïon), Vatcha. Il est baigné par la rivière Malaïa Koutra, affluent gauche de la Bolchaïa Koutra.

## Histoire

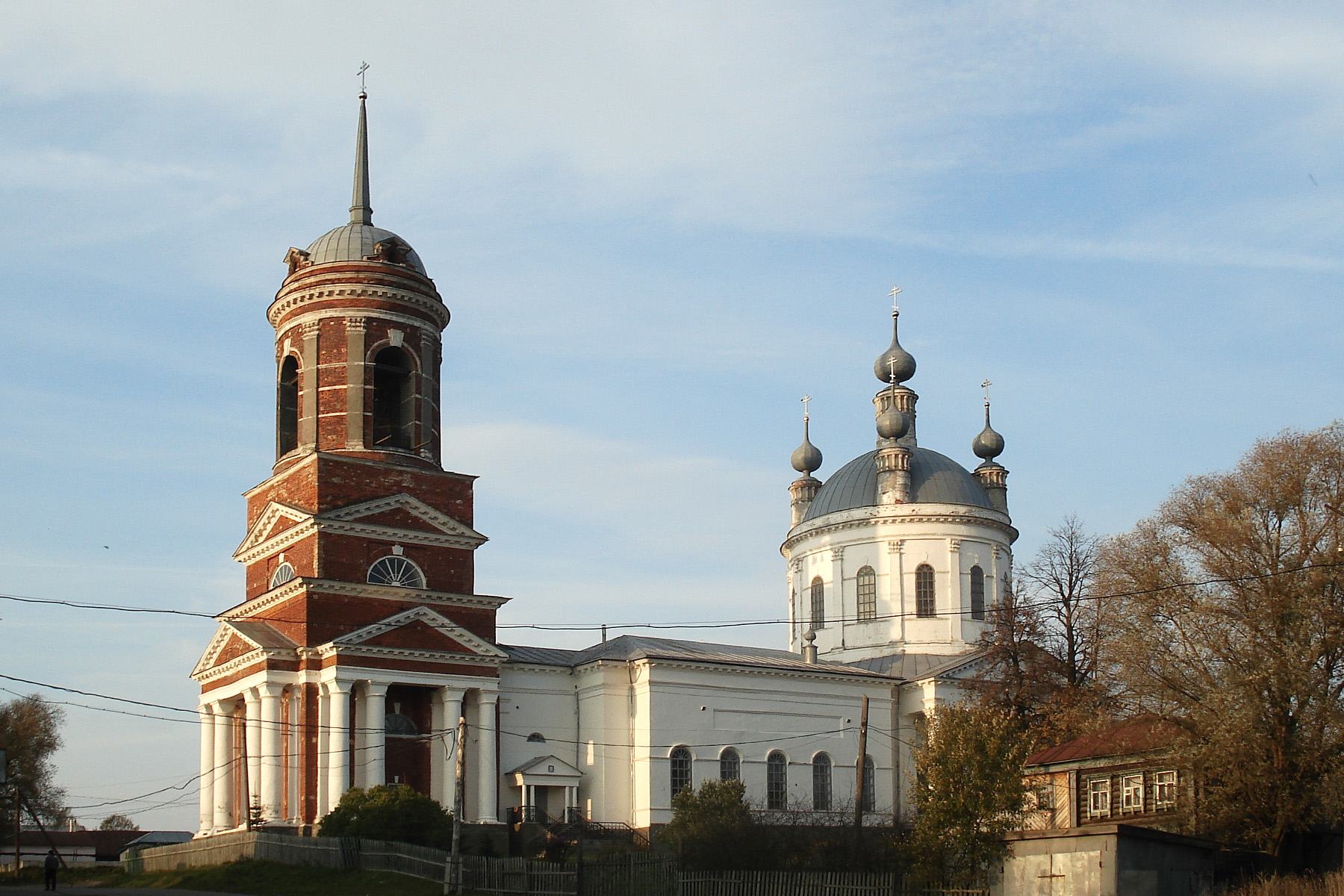
Église Saint-Nicolas de Kazakovo (1828-1841).

À la fin du XVIIe siècle, Kazakovo était un village de « laboureurs dépendant de l'État », plus tard de paysans appartenant à un propriétaire terrien. Il y avait à la fin du XVIIIe siècle 48 foyers de paysans pour une population de 148 personnes avec deux églises: l'église paroissiale Saint-Nicolas, construite en bois surmontée d'un chatior, et une petite église de monastère dédiée à la Trinité. Les documents concernant ce monastère ont disparu. Dans les livres de compte de 1676 il est indiqué que dans la paroisse, il y a 39 foyers de paysans et 2 foyers de paysans sans terre (non imposables, c'est-à-dire non soumis aux droits de l'État) au village même de Kazakovo, et dans les villages en dépendant il y a 13 foyers de paysans et 1 de paysans sans terre à Belogouzovo, 4 foyers de paysans à Mikhalevo, 3 foyers de paysans et 1 foyer de paysans sans terre à Novochanovo, 2 foyers de paysans à Rylovo, 18 foyers de paysans et 2 foyers de paysans sans terre à Zviaguino, 10 foyers de paysans à Krasnovo, 7 foyers de paysans et 4 foyers de paysans sans terre à Terpichka et enfin 5 foyers de paysans à Martino.
Dans les années 1840-1850, Kazakovo devient la propriété du prince Sergueï Grigoriévitch Galitzine.
Kazakovo possédait une école de zemtsvo fondée en 1880.

## Population
- 1859:  833
- 1897: 1145
- 1905: 1097
- 1926: 1365
- 1999: 1341
- 2002: 1131
- 2010: 1072

## Kazakovo aujourd'hui
Kazakovo possède une école moyenne et un dispensaire.
L'église paroissiale orthodoxe Saint-Nicolas, reconstruite entre 1828 et 1841, dépend du doyenné de Koulebaki de l'éparchie de Vyksa. L'église est inscrite au patrimoine culturel d'importance fédérale, comme monument architectural.

### Le filigrane de Kazakovo
Kazakovo est un foyer du travail artistique du métal et spécialement de la production de filigrane sur métal, depuis les années 1930, provenant de Krasnoïé-sur-Volga. L'entreprise de produits artistiques de Kazakovo (KPHI) produit des bijoux, des bonbonnières, des vases, des coffrets, des paniers, des plateaux, des bols et même des panneaux muraux en utilisant cette technique. Le festival régional Filigrane d'argent s'est tenu à Kazakovo en juillet 2008.